# Mobile Suit Gundam: The Origin
Mobile Suit Gundam: The Origin  (機動戦士ガンダム THE ORIGIN Kidō Senshi Gandamu The Origin?) es un manga escrito e ilustrado por Yoshikazu Yasuhiko. El mismo es una adaptación y recuento del anime Mobile Suit Gundam (1979), serie en la que Yasuhiko trabajó como el diseñador original de los personajes.
En junio del 2011, los estudios Sunrise anunciaron que el manga recibiría una adaptación animada, enfocada en la historia de Casval Rem Deikun (más conocido como Char Aznable) y su hermana Artesia (alias Sayla Mass). Yasuhiko es el director en jefe de la adaptación junto con el veterano Takashi Imanishi (Mobile Suit Gundam 0083: Stardust Memory, Mobile Suit Gundam MS IGLOO) como director, y Katsuyuki Sumisawa (Mobile Suit Gundam Wing, Inuyasha) como guionista. También recibió un remake, es una versión adaptada de Mobile Suit Gundam: The Origin Theatre OVA para tragamonedas de TV, al igual que Mobile Suit Gundam Unicorn RE: 0096, llamada Mobile Suit Gundam: el origen del advenimiento del cometa rojo con un total de 13 episodios.

## Argumento
El OVA relata en sus 4 partes los albores de la Declaración de Independencia de Munzo (conocida posteriormente como Zion), iniciado con el asesinato de Zeon Zum Deikun quien fuese padre de Casval Rem Deikun (el futuro Char Aznable) y Artesia Som Deikun (la futura Sayla Mass, integrante de la White Base y piloto secundario del RX-78 Gundam). Se explica las aventuras que pasan Casval y Artesia al escapar hacia la Tierra con ayuda de la familia Ral para protegerlos de ser asesinados por los Zabi.
Además se revela cómo Casval adopta el nombre de Char Aznable y se integra a la Academia Militar de Zion, la Rebelión de los 200 cadetes (que será el verdadero disparador de la Guerra de Un Año), su conexión con Lalah Sun y cómo llegar a ser piloto de Mobile Suit y su fama como Cometa Rojo en el primer combate contra las naves de la Federación.
En paralelo se narra la historia del profesor Minovsky y el origen de los primeros Zakus y cómo su mejor pupilo, Ray Rey (padre del futuro piloto oficial del RX-78 Gundam, Amuro Rei), comienza la fase final de desarrollo del primer Mobile Suit de la Federación.  
La trama del manga sigue de forma  más o menos fiel los sucesos acontecidos en la serie original: El año es el 0079 de la era Universal Century, y en su octavo mes, La Federación de la Tierra y el Principado de Zeon están en guerra. La historia narra las hazañas de la tripulación de la nave White Base en su aventura para transportar al robot experimental RX-78 Gundam a Jaburo, el cuartel general de las fuerzas armadas de la federación.
En sentido general, el manga se mantiene fiel al argumento original de la serie. (los eventos más importantes acontecen casi de la misma forma que en la animación original, aunque a menudo, en diferentes lugares). Yasuhiko se ha tomado la libertad de cambiar ciertos elementos del universo de la serie, dándole un carácter diferente a la ambientación de la misma y a la trama que esta expone. Uno de estos cambios es la presencia de Mobile Suits en ambos bandos mucho antes de que la Guerra de Un Año empezara - De hecho, en secuencias retrospectivas, ambos Federales y Zeonitas son vistos utilizando Guntanks y Guncannons en el año 0068 (11 años antes de la guerra), sin embargo, estos son descritos como, "obsoletos", y son utilizados para prácticas de tiro en el primer volumen. En la serie animada, ambas unidades era tan novedosas como el propio Gundam; Zeon fue el primero de los dos bandos en crear Mobile Suits, lo que motivo a la federación a desarrollar los suyos.)
Otra diferencia notable entre The Origin y la serie animada, tiene que ver con el viaje del Gundam a Jaburo. En la serie animada, se puede asumir que la travesía de la nave White Base fue en cierta forma una circunnavegación del globo. En el manga, por el contrario, Yasuhiko ubica la caída de la nave White Base cerca de Los Ángeles, (donde Garma Zabi tiene su cuartel general) y luego cambia su rumbo de manera constante hacia el sureste,  con dirección hacia la costa suramericana pasando por Caracas, Venezuela, y a través de Machu Picchu hasta llegar a Brasil, el lugar donde Jaburo, la sede de la Federación de la Tierra, se encuentra ubicada.
Este recuento corta algunos de los encuentros más triviales vistos en la serie original, manteniendo y expandiéndose en personajes importantes como Garma, Ramba Ral y los Black Tri-Stars. Como resultado directo de los acontecimientos de la Operación Odessa que tiene lugar alrededor de la ciudad ucraniana del mismo nombre, se producen después de los acontecimientos de Jaburo, en contraposición al anime donde se producen antes.
Yasuhiko finalmente cuenta toda la historia posterior del universo Gundam en el manga. Después de la exitosa defensa de Jaburo, la historia se desvía en un flashback muy profundo, contado principalmente desde los puntos de vista de Sayla y Char (con un hilo secundario que se cuenta desde el POV de Amuro) que cuenta la caída de Zeon Zum Deikun, La familia Zabi, la construcción de Side 7 y la investigación en los mobile suits, y conducir a través de una década hasta el lanzamiento de la guerra de un año. También entra en detalles respondiendo a muchas preguntas sin respuesta, como la aparición de los mobile suits de  Zeon hasta ahora no vistos antes del MS-05 Zaku I, cómo Dozle Zabi recibió sus cicatrices e incluso el origen de la identidad de Casval Deikun / Edward Mass "Char Aznable ".En el volumen catorce, trata de la batalla de Loum en el comienzo de la guerra de un año, y es la última pieza del flashback en profundidad.
La historia cambió de nuevo a la historia original del anime, mostrando la participación de la White Base en la Operación Odessa de la Federación, así como el encuentro de Kai Shiden con Miharu. Después, el manga trata con el final de la campaña de Odessa y, en otra salida de la serie, toma M'Quve y su Gyan fuera de la imagen antes de que él tenga una ocasión de hacer frente al Gundam.